# サプレッションリスト
サプレッションリスト (英: suppression list)は、2003年にアメリカ合衆国で制定されたCAN-SPAM法に準拠するために、電子メール送信者が使用する抑制 (サプレッション) された電子メールアドレスのリストのこと。抑制リストと呼ばれることもある。CAN-SPAM法では、商用電子メールの送信者が、電子メール受信者が将来の電子メールメッセージから自分の電子メールアドレスの購読を停止 (Unsubscribe) できるオプトアウト機能を実装する必要がある。配信停止になった電子メールアドレスは、メールが今後配信されないようにサプレッションリストと呼ばれるリストに入れておくことで管理する。
メール配信システムによっては、受信者が判断して取ったアクション(配信停止)に加えて、いくつかの理由によりメールを送らないほうがいいと送信者側が判断して配信リストから除くアクションもサプレッションリストに加えられ、理由によっていくつかのグループに分けて管理したり、都度配信可否を判断できるものもある。

## 運用
サプレッションリストには、受信者が配信停止アクションを取ったリストの他に、送信者側のシステムが一定の基準で独自に収集したリスト、たとえば受信者から迷惑メールの報告があったアドレスや、バウンス、ブロック、不達のアドレスなどを加える場合がある。また、サービスプロバイダーレベルで作成されたリスト、送信者毎に作成されたリストなどでもグループ分けされることがある。
また、電子メールマーケティングの観点から、特定の製品のメールは送らないようにするリスト、同じ送信者から短期間に同じ受信者にメールがいかないように期限付きでメール配信可否を制御することもある。このようなきめ細かい制御を行うことで顧客エンゲージメントを向上させることができる。

## リストの漏洩と保護、追跡
サプレッションリストには有効な電子メールリストが含まれているため、リストの配布時に悪意のある第三者に漏洩すると、スパムの送信対象になるなどの被害が出ることがある。その場合、サプレッションリストの漏洩元の元々の所有者が罪に問われる場合がある。
そのため、サプレッションリストを保護し、悪用を防止/追跡するために、さまざまな技術的手段が使用される。例えば、中立的なサードパーティによる電子メールリストの洗浄、 MD5でハッシュ化されたサプレッションリストの配布、および「シーディングされた」電子メールリストの配布などが挙げられる。

### ベストプラクティス
サプレッションリストを配布する際のベストプラクティスは、電子メールアドレス自体をプレーンテキストとして送信するのではなく、1行に1つの「ハッシュ」を含むリストを送信することである。各ハッシュは、一方向の暗号化ハッシュ関数を使用して電子メールアドレスから生成される。
利用する電子メールリストの電子メールアドレスごとに1つの「ハッシュ」を生成することで洗浄できる。利用する電子メールリスト側で生成されたハッシュが、サプレッションリストのいずれかのハッシュ値と一致する場合、対応する電子メールアドレスは利用する電子メールリスト側から削除する必要がある。
ハッシュの生成は一方向であるため、ハッシュ化されたコードから元の電子メールアドレスは復元できない。つまりサプレッションリストを直接共有しなくても、問題がある電子メールリストを取り除くことができるため、漏洩のリスクや誤操作による流出を防ぐことができ、安全性がより上がる。 